# Киллер судоку

Пример задачи Киллер судоку.

Решение для примера выше.

Тот же пример проблемы, как если бы он был напечатан в черно-белом режиме.

Киллер судоку ( яп. キラー数独) — японская головоломка, которая соединяет в себе элементы классического судоку и какуро. Другое название — Судоку сум или Сумсудоку.
Несмотря на суровое название (убийственный судоку, убийца судоку), иногда его бывает легче разгадать, чем обычный судоку. В то же время данная логическая игра требует выдержки, сосредоточенности, логического мышления, определенных математических расчетов, что, безусловно, увеличивает ее ценность для тех, кто любит проводить свой досуг с пользой для ума.
Важно заметить, что каждая головоломка Киллер судоку имеет единственное возможное решение.

## История возникновения игры
Головоломки Киллер судоку уже были популярным вариантом судоку в Японии до середины 1990-х, где они были известны как «самунамупура». Название происходило от японизированной формы английских слов sum number place. В англоговорящем мире название «Киллер судоку» (Killer sudoku) было впервые использовано в публикации газеты «Таймс» в 2005 году.

## Терминология
Ячейка или Клеточка
Одиночный квадрат, содержащий одно число в сетке
Строка
Горизонтальная линия из 9 ячеек
Столбец
Вертикальная линия из 9 ячеек
Нонет, Малый Квадрат или Блок
Сетка ячеек 3 × 3, как показано более жирными линиями на схеме выше; также называется Блок
Клетка
Группировка ячеек, обозначенная пунктирной линией или отдельными цветами
Дом
Любой неповторяющийся набор из 9 ячеек: может использоваться как общий термин для «строка, столбец или блок» (или, в вариантах Killer X, «длинная диагональ»).

## Правила
Цель игры: необходимо заполнить свободные клеточки цифрами от 1 до 9 так, чтобы в каждой строчке, в каждом столбце и в каждом малом квадрате 3х3 каждая цифра встречалась только один раз. Сумма каждой группы, ограниченной пунктиром, изображена вверху группы. В группе не могут быть одинаковые цифры.

## Стратегии решения

### Правило 45
В основе решения головоломок Киллер судоку лежит Правило 45, которое состоит в том, что в каждой строке, каждом столбце и каждом блоке сумма цифр всегда равняется 45.

#### Стратегия проставления чисел, исходя из суммы в группе и правила 45
Если в группе из двух клеточек заполнено одну, то автоматически можно заполнить другую.
Если в строчке неизвестной остается одна клеточка, а сумма других неизвестна, то следует использовать правило 45.
Если в блоке есть одна клеточка, которая неизвестна, то тоже вступает в силу правило 45, а именно: суммируем все группы, и отнимаем 45, получаем значение, которое необходимо вписать в клеточку, что выступает за границы блока.

### Первоначальный анализ задачи

Образец задачи

#### Наименьшее возможное количествокомбинаций
Две ячейки в левом углу вверху должны быть: 1 + 2. А 3 ячейки справа, составляющие 15, не могут иметь значения ни 1, ни 2, по этой причине они должны быть либо 3 + 4 + 8, 3 + 5 + 7, либо же 4 + 5 + 6.
Две вертикальные ячейки в верхнем левом углу верхнего правого нонета никак не могут быть 2 + 2, поскольку это будет означать дубль, дублирование, соответственно они должны быть 1 + 3. 1 не может быть в верхней строчке, так как это конфликтует с нашими первыми двумя ячейками, следовательно верхняя ячейка этой пары - 3, а нижняя ячейка - 1. Это также означает, что 3-ячеечная клетка 15 слева никак не может содержать 3, а значит 4 + 5 + 6.
Точно так же соседнее 16. Тут должно быть 9 + 7.
Четыре ячейки в верхней правой клетке (всего 15) могут включать только одну из 1, 3, 7 или 9 (если вообще) из-за присутствия 1, 3, 7 и 9 в верхнем правом нонета. Если присутствует любой из 1, 3, 7 или 9, то это должен быть одинокий квадрат в нонете ниже. Тогда, следовательно, эти 4 ячейки являются или 1 + 2 + 4 + 8 или 2 + 3 + 4 + 6; 2 ячейки в середине левого края должны быть 1 + 5 или 2 + 4; и так далее и тому подобное.

#### Пример правила 45
Глядя на нонет слева посередине, видим, что есть три клетки, которые не переходят в другой нонет; и в сумме получается 33, что логически означает, что сумма оставшихся двух ячеек должна быть 12. Помните, что ячейка в правом нижнем углу нонета является частью 3-клетки из 6; поэтому он может содержать только 1, 2 или 3. Если бы он содержал 1 или 2, другая ячейка должна была бы содержать 11 или 10 соответственно; но в таком случае это невозможно. Следовательно, он должен содержать 3, а другая ячейка - 9.

## Итоговые таблицы сетки
В следующих таблицах перечислены возможные комбинации для различных сумм.
1 ячейка
```
1: 1
2: 2
3: 3
4: 4
5: 5
6: 6
7: 7
8: 8
9: 9
```

2 ячейки
```
 3: 12
 4: 13
 5: 14 23
 6: 15 24
 7: 16 25 34
 8: 17 26 35
 9: 18 27 36 45
10: 19 28 37 46
11: 29 38 47 56
12: 39 48 57
13: 49 58 67
14: 59 68 
15: 69 78
16: 79
17: 89
```

3 ячейки
```
 6: 123
 7: 124
 8: 125 134
 9: 126 135 234
10: 127 136 145 235
11: 128 137 146 236 245
12: 129 138 147 156 237 246 345
13: 139 148 157 238 247 256 346
14: 149 158 167 239 248 257 347 356
15: 159 168 249 258 267 348 357 456
16: 169 178 259 268 349 358 367 457
17: 179 269 278 359 368 458 467
18: 189 279 369 378 459 468 567
19: 289 379 469 478 568
20: 389 479 569 578
21: 489 579 678
22: 589 679
23: 689
24: 789
```

4 ячейки
```
10: 1234
11: 1235
12: 1236 1245
13: 1237 1246 1345
14: 1238 1247 1256 1346 2345
15: 1239 1248 1257 1347 1356 2346
16: 1249 1258 1267 1348 1357 1456 2347 2356
17: 1259 1268 1349 1358 1367 1457 2348 2357 2456
18: 1269 1278 1359 1368 1458 1467 2349 2358 2367 2457 3456
19: 1279 1369 1378 1459 1468 1567 2359 2368 2458 2467 3457
20: 1289 1379 1469 1478 1568 2369 2378 2459 2468 2567 3458 3467
21: 1389 1479 1569 1578 2379 2469 2478 2568 3459 3468 3567
22: 1489 1579 1678 2389 2479 2569 2578 3469 3478 3568 4567
23: 1589 1679 2489 2579 2678 3479 3569 3578 4568
24: 1689 2589 2679 3489 3579 3678 4569 4578
25: 1789 2689 3589 3679 4579 4678
26: 2789 3689 4589 4679 5678
27: 3789 4689 5679
28: 4789 5689
29: 5789
30: 6789
```

5 ячеек
```
15: 12345
16: 12346
17: 12347 12356
18: 12348 12357 12456
19: 12349 12358 12367 12457 13456
20: 12359 12368 12458 12467 13457 23456
21: 12369 12378 12459 12468 12567 13458 13467 23457
22: 12379 12469 12478 12568 13459 13468 13567 23458 23467
23: 12389 12479 12569 12578 13469 13478 13568 14567 23459 23468 23567
24: 12489 12579 12678 13479 13569 13578 14568 23469 23478 23568 24567
25: 12589 12679 13489 13579 13678 14569 14578 23479 23569 23578 24568 34567
26: 12689 13589 13679 14579 14678 23489 23579 23678 24569 24578 34568
27: 12789 13689 14589 14679 15678 23589 23679 24579 24678 34569 34578
28: 13789 14689 15679 23689 24589 24679 25678 34579 34678
29: 14789 15689 23789 24689 25679 34589 34679 35678
30: 15789 24789 25689 34689 35679 45678
31: 16789 25789 34789 35689 45679
32: 26789 35789 45689
33: 36789 45789
34: 46789
35: 56789
```

6 ячеек
```
21: 123456
22: 123457
23: 123458 123467
24: 123459 123468 123567
25: 123469 123478 123568 124567
26: 123479 123569 123578 124568 134567
27: 123489 123579 123678 124569 124578 134568 234567
28: 123589 123679 124579 124678 134569 134578 234568
29: 123689 124589 124679 125678 134579 134678 234569 234578
30: 123789 124689 125679 134589 134679 135678 234579 234678
31: 124789 125689 134689 135679 145678 234589 234679 235678
32: 125789 134789 135689 145679 234689 235679 245678
33: 126789 135789 145689 234789 235689 245679 345678
34: 136789 145789 235789 245689 345679
35: 146789 236789 245789 345689
36: 156789 246789 345789
37: 256789 346789
38: 356789
39: 456789
```

7 ячеек
```
28: 1234567
29: 1234568
30: 1234569 1234578
31: 1234579 1234678
32: 1234589 1234679 1235678
33: 1234689 1235679 1245678
34: 1234789 1235689 1245679 1345678
35: 1235789 1245689 1345679 2345678
36: 1236789 1245789 1345689 2345679
37: 1246789 1345789 2345689
38: 1256789 1346789 2345789
39: 1356789 2346789
40: 1456789 2356789
41: 2456789
42: 3456789
```

8 ячеек
```
36: 12345678
37: 12345679
38: 12345689
39: 12345789
40: 12346789
41: 12356789
42: 12456789
43: 13456789
44: 23456789
```

9 ячеек
```
45: 123456789
```

## Внешние ссылки
- Слишком хорошо для Дьявола? Архивная копия от 10 мая 2015 на Wayback Machine Тогда попробуйте Killer Su Doku Архивная копия от 10 мая 2015 на Wayback Machine - статья в The Times